# 西園 (香港)
西園（英語：Western Garden），是位於香港香港島中西區西營盤的一個屋苑，也是香港房屋協會轄下的一個市區改善計劃屋苑，門牌號碼為第二街83號。該住宅共有兩座，分別命名「永翠閣」和「長蓁閣」，前身為該區44個舊樓物業，港府於1977年收回業權，翌年開始重建。該住宅原定於1982年初入伙，但因跟港府之間的繁複公文手續，房協需要延遲到11月才開售，更令房協損失兩千萬港元。落成後的單位在開售時外界反應熱烈，其中永翠閣單位只需兩三日便迅速沽清，現時單位與私人樓宇一樣，可以透過自由市場公開發售，並無任何申請資格和轉讓限制。

## 簡介
西園「永翠閣」和「長蓁閣」兩幢樓宇，建築面積介乎462至746平方英尺，首次推出時售價為290,500至508,500港元，即每平方英尺售價為604至681港元，平均價643港元，低於同區當時新樓的逾七百港元水平。樓宇前身為第二街一帶的44個舊樓物業，港府於1977年收回業權，翌年年底交由房屋協會透過市區改善計劃重建成現今物業，地盤面積達3,000平方米，兩座樓宇合共提供432個單位，附設社區中心、托兒所、幼稚園等設施，是當時區內大型住宅項目。
房協原本預期西園在1982年初入伙，但適逢香港樓市因前途問題而轉差，房協在上一個市區改善計劃筲箕灣寶文街8號項目滯銷，西園同樣需要大幅減價近三成出售。再者，港府規定在物業地盤設有街市（正街街市）並於建成後交回港府，並牽涉繁複公文手續，房協亦需要類似公契的特殊文件以釐清各方權益和責任，以致開售日期延遲接近一年，最終導致房協損失大約2,000萬港元，在當時來說可謂一個大數目。
1982年5月，房協曾一度向荃灣四季大廈、寶石大廈、滿樂大廈和葵涌祖堯邨的居民提供特惠價格購買西園單位，並有20年年期及可續期75年，可是新居距離偏遠，環境差異太大，反應未如理想。不過，由於房協大幅減價並公開出售，最後反而吸引不少觀望的買家，除了預先留給房協屋邨住戶的單位，房協在11月15日先推出永翠閣104個單位，兩三日內被搶購一空，其後在11月18日再推出長蓁閣112個單位，兩日內已售出九成，四日後只剩三個單位未售。
西園到2000年時依然屬區內大型屋苑之一，並在2005年及2018年西園分別完成翻新工程，落成初期住戶以自住者為主，到港島綫西延後多了租戶入住。2013年3月，大角咀肢解父母案兇手周凱亮在西園住所被捕，其後被判終身監禁。2019年2月，一對夫婦偕同幼子在西園住所內燒炭自殺，多日後才被發現。

## 途經之公共交通服務
港鐵
- █  港島綫：西營盤站B1、B2出口

## 鄰近
- 正街街市、西營盤街市
- 縉城峰
- 菲臘牙科醫院
- 西區裁判法院
- 西區警署

## 外部連結
- 西園（页面存档备份，存于），香港房屋協會